# Norit

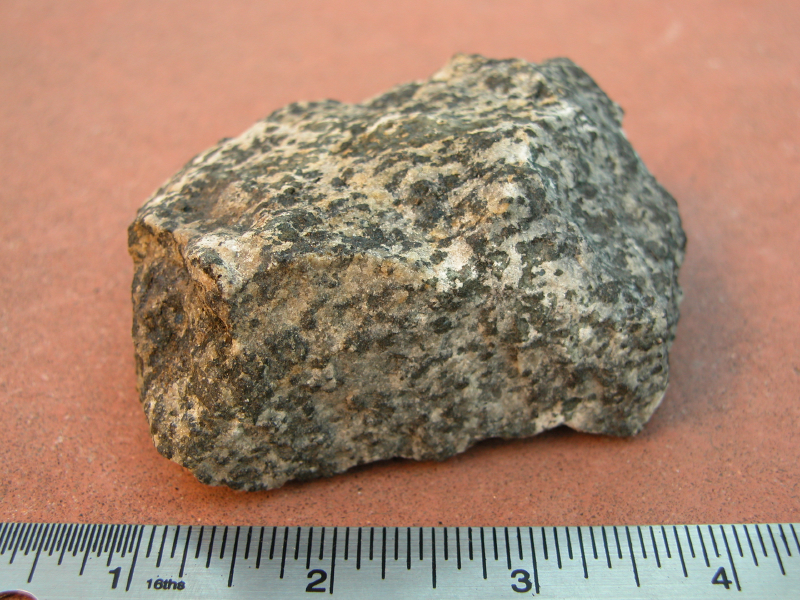
Norit

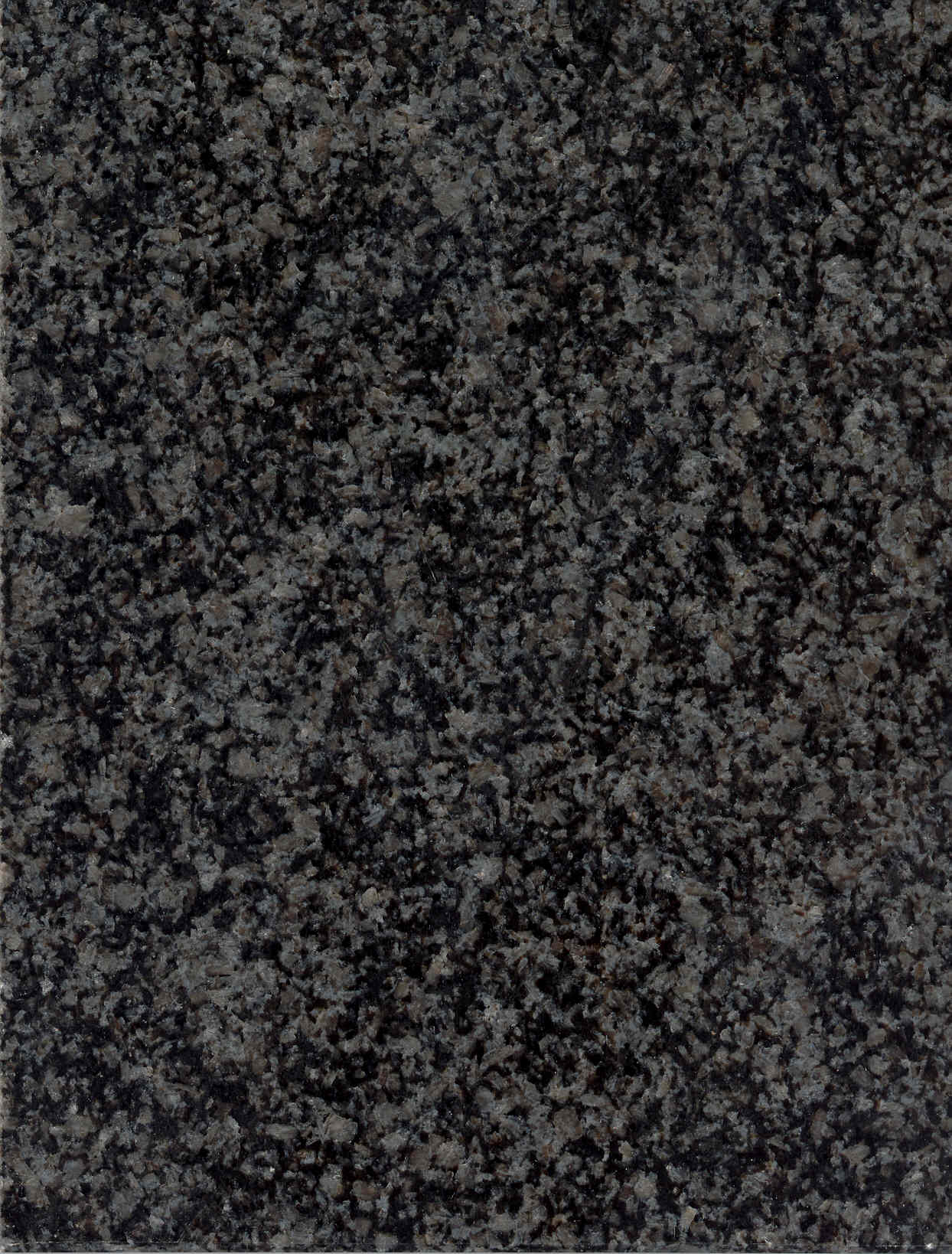
Impala, från Sydafrika

Norit är en magmatisk djupbergart, en variant av gabbro. Namnet kommer från det norska namnet på bergarten - noritt, vilket i sin tur kommer av benämningen för Norge. Främst består norit av mineralen plagioklas och ortopyroxen. Färgen är grå eller svart och kornstorleken är grov- till medelkornig. Norit är en basisk bergart vilket innebär att den är fattig på kiselsyra.Norit är en kumulatbergart, vilket innebär att den bildats genom att olika mineral kristalliserat i olika lager i en magmakammare.
I Sverige finns förekomster vid Lainejaure i Skelleftefältet och i Norge i Eptevann och Flat. Norit kan också hittas i Bushveldkomplexet i Sydafrika.